# جون بيري ميتشوم
جون بيري ميتشوم (1789-1854)، هو قس ورجل أعمال ومعلم أمريكي. أسس ميتشوم الكنيسة المعمدانية الإفريقية الأولى في سانت لويس، وهي أقدم كنيسة أسسها السود في منطقة غرب نهر المسيسيبي. في تلك الحقبة من الزمن، لم يكن تعليم السود القراءة والكتابة في سانت لويس قانوني، ومع ذلك، أدار ميتشوم مدرسة في قبو الكنيسة. تحايل ميتشوم أيضًا على قانون ولاية ميزوري، الذي حظر تعليم السود، بإنشائه مدرسة الحرية العائمة على متن قارب بخاري على نهر المسيسيبي.
عندما كان شابًا، ساعد ميتشوم 75 مستعبد على الهروب من ولاية كنتاكي لينالوا حريتهم في ولاية إنديانا الحرة. أدار جون ميتشوم وزوجته ماري السكة الحديدة تحت الأرضية منذ إنشائها في ميزوري. كذلك، اشترى الزوجان بعض المستعبدين، واستقبلوهم في منزلهم إلى أن كسبوا ما يكفي من المال لسداد سعر شرائهم. وظفت عائلة ميتشوم المستعبدين الذين اشتروهم، وحرروهم عندما وفروا ما يكفي من المال لسداد دينهم. في غضون ذلك، درسوا وتعلموا المهارات اللازمة لتحقيق الاكتفاء الذاتي بمجرد تحريرهم. ساعد جون وماري أيضًا الأشخاص المستعبدين الهاربين عبر المسيسيبي وإلى إلينوي عبر السكك الحديدية تحت الأرض. كان معبر ماري ميتشوم فريدوم في سانت لويس أول المعالم المقبولة ضمن «شبكة السكك الحديدية الوطنية تحت الأرضية نحو الحرية» التابعة لإدارة المنتزهات الوطنية.
في عام 1846، ألقى ميتشوم خطابًا في المؤتمر الوطني للزنوج في فيلادلفيا، ونشر بيان بعنوان: خطاب إلى جميع المواطنين الملونين في الولايات المتحدة. شدد ميتشوم في بيانه على أهمية التعليم واحترام الذات.  

## جون المعلم
ابتداءً من عام 1822، أعطى ميتشوم دروسًا دينية وعلمانية للأمريكيين الأفارقة الأحرار والمستعبدين. كانت مدرسته، التي أطلق عليها اسم كاندل تالو، أول مدرسة معروفة للسود في ولاية ميزوري. أخذت المدرسة لقاء خدماتها 1 دولار من كل طالب يستطيع دفع الرسوم. عقدت حينها الدروس سرًا في قبو الكنيسة.
في عام 1825، أصدرت المدينة قانونًا يحظر تعليم السود مجانًا. وقد يتلقى من يخالف القانون 20 جلدة أو يدفع غرامة أو يسجن. في عام 1847، أغلقت الشرطة المدرسة، واعتقلت ميتشوم ومعلم أبيض من إنجلترا. حظرت ولاية الرقيق ميزوري جميع أنواع التعليم للسود، وهو أحد القيود العديدة المفروضة على حياة السود المستعبدين والأشخاص الملونين. كذلك، منعت الولاية السود من الحصول على خدمات دينية مستقلة دون وجود ضابط أبيض لتطبيق القانون، كما حظرت عقد أي اجتماعات تعليمية أو دينية.
ردًا على ذلك، نقل ميتشوم فصوله الدراسية إلى باخرة في وسط نهر المسيسيبي، الذي كان خاضعًا للقانون الفيدرالي وخارج نطاق ولاية ميزوري. زود ميتشوم مدرسته بمكتبة ومقاعد دراسية، وأطلق عليها اسم مدرسة الحرية العائمة.
كان جيمس ميلتون تورنر أحد طلاب ميتشوم وحاضرًا للحظة القبض عليه. تولى تورنر منصب قنصل في ليبيريا في عهد الرئيس يوليسيس جرانت. وبعد الحرب الأهلية، أسس معهد لينكولن، أول مدرسة في ميزوري للتعليم العالي للطلاب السود.

## جون كريادي أعمال
عمل ميتشوم كنجار وصانع براميل. درّس المستعبدين الذين اشتراهم، وجعلهم يعملون لصالحه مقابل دخل ادخروا منه، ثم حررهم بعد سداد سعر شرائهم. بحلول عام 1835، بلغت ثروة ميتشوم 25000 دولار (ما يعادل 627177 دولار في عام 2020). بنى جون قارب نهري مع مكتبة، وجعله قاربًا للزهد وضبط النفس.